# کبوترریختان
کبوترریختان (Columbimorphae) یک تبارشاخه کشف‌شده توسط تجزیه و تحلیل ژنوم است که شامل پرندگان راسته‌های کبوترسانان (کبوتر و قمری)، کوکرسانان (باقرقره‌ها) و یلوه‌زمینی‌سانان است.   تجزیه و تحلیل‌های قبلی نیز این گروه‌بندی را بازیابی کرده بود،    اگرچه روابط دقیق متفاوت بود. برخی از مطالعات نشان داد که یک رابطه خواهری بین کوکرها و کبوترها وجود دارد (دیدگاه سنتی)   ، در حالی که مطالعات دیگر به‌جای آن، گروه‌بندی خواهری از یلوه‌زمینی‌ها و کوکرها را ترجیح می‌دهند. 